# 陈汤
陳湯（？—前6年），字子公，西漢山陽郡瑕丘縣（今山東省兗州區東北）人，陳湯學識淵博，早年因家貧而向人乞討。漢元帝時期，陳湯受薦舉擔任郎官，數次向朝廷請求出使外國，建昭三年，他與甘延壽共同出使西域，兩人矯詔發兵誅滅郅支單于，返國後陳湯因功受封關內侯，食邑三百戶，獲賜黃金一百斤，擢升射聲校尉。
漢成帝初年，陳湯遭丞相匡衡彈劾而免職，又因上奏失實，被削除爵位降為一般士兵。後經大將軍王凤推薦，擔任從事中郎，幕府之事皆由其裁決。鸿嘉二年，陳湯由於妄言朝廷將會遷移百姓至昌陵興建城邑而下獄，經廷尉審判被流放至敦煌郡、安定郡等地，後在議郎耿育的求情下，獲准返回長安，死於京師。陳湯逝世幾年後，於安漢公王莽當權期間獲追封為破胡侯，諡號「壯」。

## 生平

### 家貧無節
陳湯年輕時喜好讀書，博聞通達，擅長撰寫文章。因家中貧寒，向人乞討，沒有骨氣，不被鄉里人所稱道。後來陳湯西行到长安求官，得到太官獻食丞的職位。數年後，富平侯张勃同陳湯交往，認為他的才能很高。初元二年，汉元帝下詔要求列侯們推舉茂才，張勃向朝廷舉薦陳湯。陳湯在等待升遷期間，父親剛好去世，也沒有回家奔喪，司隶校尉因此上奏說陳湯沒有德行，張勃由於推舉人才故意不按照實際的情況，被削減食邑二百戶，適逢張勃逝世，因此賜予他「繆」的谥号。陳湯則被拘捕入獄，後來又通過薦舉做了郎官，他多次請求出使外國。很久以後，升職為西域副校尉，與甘延壽一同出使西域。

### 郅支西遷
在此之前，汉宣帝時匈奴內部發生內鬨及混亂，五名单于同時爭相自立，其中呼韓邪單于和郅支單于都遣送兒子到汉朝侍奉天子，漢朝對雙方都予以接受。後來呼韓邪單于親身到漢朝稱臣朝見，郅支單于以為呼韓邪單于勢力衰弱而投降漢朝，已經不會再回來了，即往西佔領了匈奴西邊的領地。恰逢漢朝派兵護送呼韓邪單于歸來，郅支單于因此向西攻破呼偈、堅昆與丁令，兼併三國的土地居住在那裡。郅支單于怨恨漢朝袒護呼韓邪單于而不幫助自己，於是困住並羞辱漢朝的使者江迺始等人。
初元四年，郅支單于派使者向漢朝進貢，順道請求歸還他侍奉漢天子的兒子，希望歸附漢朝。漢朝討論派遣衛司馬谷吉護送郅支單于的兒子回去。御史大夫贡禹、博士匡衡認為《春秋》的原則是：「不能滿足夷狄的所有要求。」如今郅支單于歸心漢朝的誠意還不真實，他所居處的地方又僻遠，應當讓使者護送他的兒子到邊塞之地後即返回，谷吉上書說：
|  | 中國對夷狄有攏絡安撫不絕的責任，現在已經撫養保全他的兒子十年，恩德很深厚，若無故斷絕關係而不護送回國，只是送到邊塞就返回，這是表示拋棄他不再安撫，使其失去嚮化從命之心。廢棄以前的恩澤，樹立日後的怨恨，是不利的。議論者看到此前江迺始缺乏應對敵人的方法，沒有智慧和勇氣，以致遭受恥辱，就預先替臣擔憂。臣榮幸能夠到西域豎起大漢朝廷的符节，遵照聖主的詔命，宣揚傳達朝廷的深厚恩澤，料想郅支單于畏懼漢朝的聲威，不會膽敢做出兇暴狡詐之事。如果郅支單于懷藏禽獸之心，加害於臣，那麼他就永遠背負大罪，必定逃奔到遙遠的地方居住，不敢靠近邊塞。失去一位使者而讓百姓安寧，這是對國家有益的策略，是臣所願意的。希望准許臣護送其子到單于王廷。 |

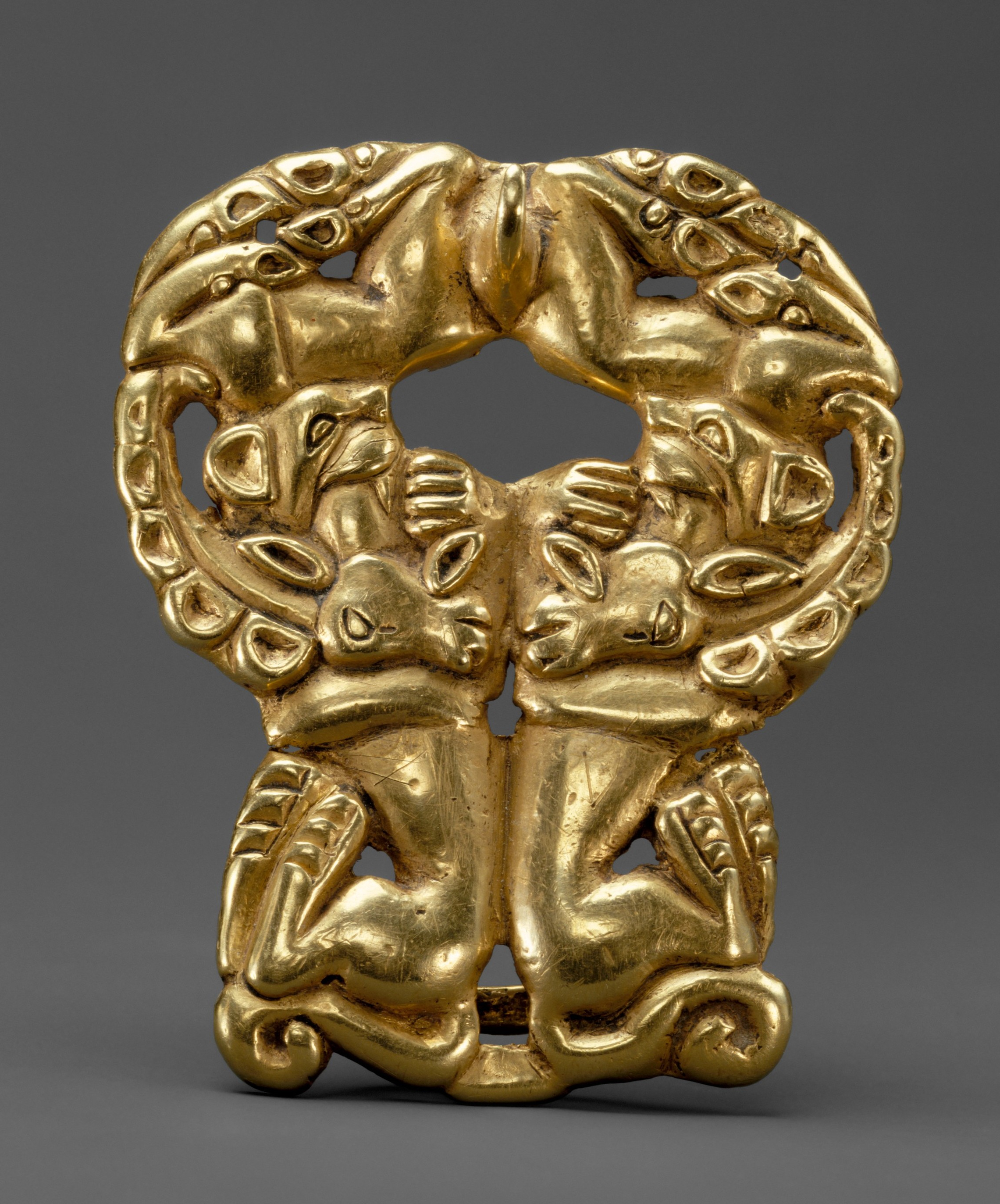
郅支單于率領部分匈奴人往西遷移至康居，圖為製作精巧的匈奴黃金皮帶扣

漢元帝把谷吉的奏疏拿給朝臣們觀看，貢禹再次反對，認為谷吉前往必定會給國家招致災禍，生惹事端，不能答應他。而右将军冯奉世認為可以派遣，漢元帝於是同意了谷吉的請求。谷吉到達後，郅支單于發怒，終究殺死谷吉等人。郅支單于自知負罪於漢朝，又聽說呼韓邪更加強大，便往西投奔康居。康居王把女兒嫁給郅支單于，郅支單于也把女兒嫁給康居王。康居王非常尊敬郅支單于，打算依仗他的聲威來脅迫西域各國，郅支單于多次借康居的兵力攻打烏孫，一直打到赤谷城（今吉爾吉斯伊塞克湖東南），殺害、擄掠百姓，抓走牲畜，烏孫不敢追擊，西部邊境空蕩，上千里的範圍內沒有人居住。
郅支單于自以為是大國，有聲威名望，受人尊重，又乘勝而驕傲，對康居王無禮，發怒殺死了康居王的女兒以及貴人、數百民眾，有的甚至被肢解投入都賴水（今塔拉斯河）中。並徵調百姓修築城池，每天勞作的有五百人，費時兩年才完工。又派遣使者責令闔蘇、大宛各國每年都要向他進貢財物，各國不敢不給。漢朝派遣三批使者到康居請求運回谷吉等人的屍骨，郅支單于刁難侮辱使者，不肯接受詔令，卻又通過西域都護上書漢朝朝廷說：「我處於困厄之中，願歸附強大的漢朝，聽從安排，派遣兒子入朝侍奉。」郅支單于便是驕橫怠慢到如此地步。

### 矯詔發兵
建昭三年，陳湯和甘延壽出使西域。陳湯為人沉著勇敢，懷有遠大抱負，善於出謀劃策，每當經過城邑山川，經常登高遠望。負責外國的事務之後，就與甘延壽謀劃說：「夷狄畏懼並屈從於強大的民族，這是他們的天性。西域本來屬於匈奴，如今郅支單于威名遠播，侵略欺凌烏孫、大宛，時常替康居王出謀劃策，想降服這些國家。如果他們得到這兩個國家，再向北攻打伊列，向西略取安息，向南排濟月氏、烏弋山離，那麼幾年之內，西域各個城郭國家便危險了。況且郅支單于此人矯捷勇猛，喜歡戰役攻伐，多次取勝，若長時間地容忍他，必定成為西域的禍害。郅支單于雖居處的地方極為遙遠，但蠻夷沒有堅固的城牆和強勁的弩箭用來防禦，如果調動屯田的官兵，統率烏孫的軍隊，直接攻打到郅支城下，他想要逃亡則沒有可去的地方，想要堅守又不足以白保，千年的功業可以一朝而建成啊！」。
甘延壽也認為如此，便想要上奏請示這件事情，陳湯說：「皇上將與公卿大臣討論這件事，但重大的決策不是平庸之人所能理解的，此事必定不被贊同」，甘延壽猶豫著不願聽從，恰逢他病了許久，陳湯便獨自假託皇帝的詔令調發各城郭國的軍隊、车师戊己校尉屯田的官兵。甘延壽知道後，驚駭起身，想要制止。陳湯發怒，手按寶劍呵叱甘延壽說：「大隊人馬已經集合起來，你這小子想要阻止他們嗎！」，甘延壽於是依從陳湯，部署約束軍隊，增設揚威、白虎、合騎三支部隊，漢朝士兵與西域各國士兵合計共達四萬多人，甘延壽、陳湯上疏彈劾自己假託皇帝詔命行事，並陳述軍事行動的詳情。

### 征討異域

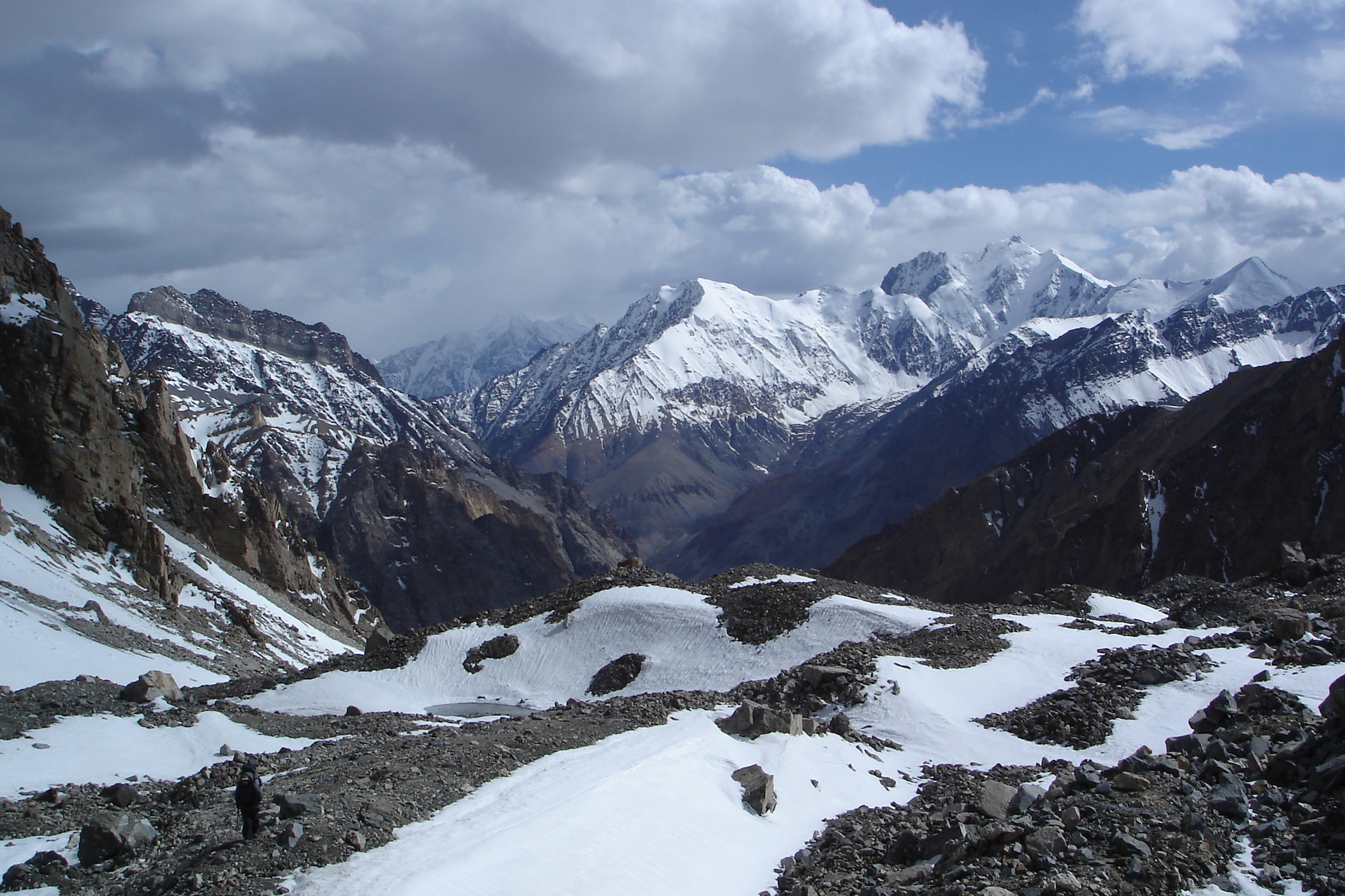
半數遠征郅支單于的漢朝－西域諸國聯軍翻越險峻的蔥嶺（即今帕米爾高原）抵達大宛

當日即率領軍隊分頭行動，劃分為六支部隊，其中的三支從南道越過蔥嶺直到大宛，另外三支由都護親自統帥，從温宿国出發，經北道進入赤谷，途經烏孫，穿越康居邊界，到達闐池以西。正逢康居副王抱闐率領數千騎兵，侵略赤谷城東，殺死、擄掠烏孫大昆彌所屬的一千多人，搶走許多牲畜。又從背後與漢朝軍隊相接觸，侵奪了大量漢軍的輜重。陳湯指揮西域各國的軍隊攻打康居副王，殺死四百六十人，奪回他們所擄掠的四百七十名烏孫百姓，交還給大昆彌，奪回的马、牛、羊則用來供給軍隊食用，還抓到抱闐的貴人伊奴毒。
進入康居的東部邊界後，陳湯命令軍隊不得搶掠。暗中召見康居貴人屠墨，用漢朝聲威信譽曉諭他，並同他飲血盟誓，然後遣送他離去。率領大軍徑直往前行進，來到離郅支城大約六十里處停下紮營。又捉到康居貴人貝色的兒子開牟做為嚮導，開牟也就是屠墨的舅舅，由於他們倆人都怨恨郅支單于，陳湯因此能夠全盤了解郅支城內的情況。

### 擊殺單于
第二天率軍前行，在離郅支城（今哈薩克塔拉兹）還有三十里的地方，停下來紮營。郅支單于派遣使者詢問漢朝軍隊為何而來，回答道：「單于上書說現在處境困厄，希望歸附強大的漢朝，並親自入朝拜見天子。天子哀憐單于離棄原來廣闊的國土，屈就康居，所以派都護統率軍隊來迎接單于和你的妻兒，擔心驚動了你身邊的人，所以沒有敢到城下」，使者數次往來相互傳達回話。甘延壽、陳湯因而譴責使者道：「我們為了單于遠道而來，但是至今沒有名王、大官來會見我們，單于為什麼對歸附大計如此不經意，喪失了主人接待客人的禮儀，大軍遠道而來，人員牲畜皆疲乏已極，糧草估計也將要吃盡，恐怕不能自行還軍了，希望單于與大臣周詳地做出決策」。
隔天，指揮軍隊向前推進到離城三里的都賴水邊，安營布陣。遠遠望見單于城上豎立有五彩旗幟，數百名士兵身披鎧甲登上城牆守備，又出動一百多名騎兵往來在城下奔馳，一百多名步兵在城門兩側排成魚鱗陣，進行軍事訓練。城上的士兵輪流向漢軍挑釁說：「過來鬥啊！」，一百多名騎兵向漢軍營地衝過來，營內兵士都張滿弓弩對著他們，騎兵於是退卻回去。陳湯派遣眾多官兵射擊城門邊的騎兵、步兵，那些騎兵、步兵都逃進城內。甘延壽和陳湯命令部隊聽到鼓聲後就全部逼近城下，從四面包圍郅支城，各守一處，掘平濠溝，堵塞城門，持盾牌的士兵走在前面，拿戟和弩的士兵跟在後面，仰身射殺城樓上的守軍，樓上的守軍紛紛往下逃走。土城外面還有重木城，守軍從木城中向外射擊，殺傷許多外面的人，木城外的漢軍於是調來柴火焚燒重木城。夜裡，城內的數百騎兵想要突圍，被漢軍迎面射殺。
起初，郅支單于聽說漢軍到來，想要逃走，但擔心康居王怨恨自己，做漢軍的內應，又聽說烏孫等國為漢朝出動了軍隊，自認無處可去。郅支單于本來已經逃出城，又折返回來，說：「還不如堅守城池。漢軍遠道而來，不可能長時間攻打下去。」郅支單于就身披鎧甲站在城樓上，各阏氏夫人共數十人，都用弓箭射擊城外的人。城外的人射中了單于的鼻子，各位夫人也大多被射死。單于下城樓騎上馬，轉戰到內庭。過了半夜之後，重木城被燒穿，木城中的人撤退進土城，登上土城樓喊叫抵抗。當時康居的騎兵有一萬多人分布在十幾個地方，從四面圍繞著土城，也與城中的人相應和。夜晚，他們多次衝擊漢軍營地，沒有成功，就退回去了。

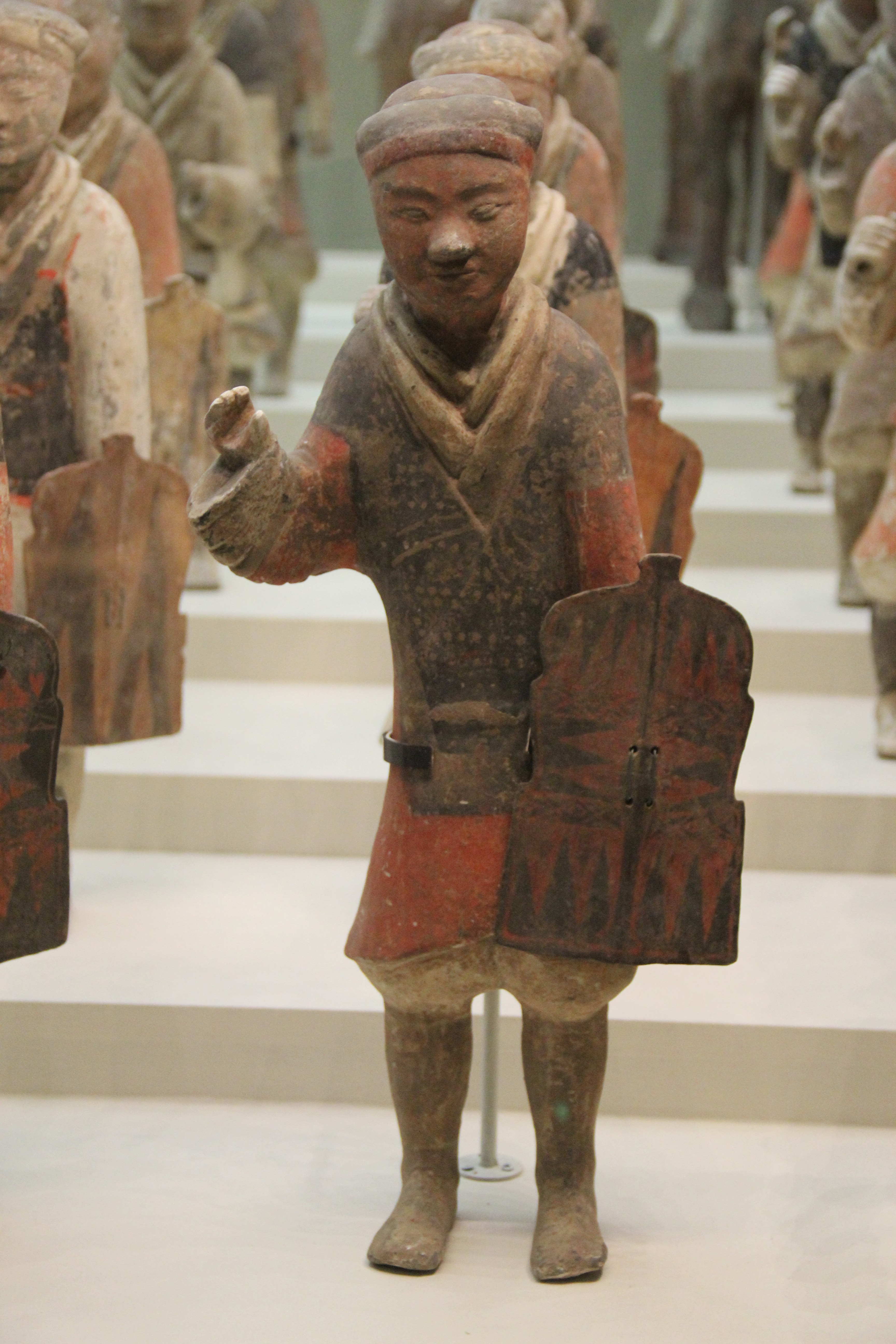
經歷激烈的交戰，漢朝及西域諸國聯軍攻破城池，斬下郅支單于的首級，圖為漢代兵俑

天亮時，土城四面燃起大火，漢軍官兵驚喜，大聲呼喊著攻上城去，鉦鼓之聲震動了大地。康居騎兵退卻。漢軍士兵從四面推著盾牌前進，共同攻入土城中。郅支單于和男女一百多人逃入宮廷內。漢軍士兵放火焚燒宮殿，官兵爭相衝入宮廷，郅支單于受重傷而死。代理軍候丞杜勳砍下單于的腦袋，得到漢朝使者的兩把符節以及谷吉等人所帶的帛书。所有繳獲的財物都直接歸繳獲者所有。總共斬下閼氏、太子、名王以下一千五百一十八人，又活捉一百四十五人，投降的俘虜一千多人，這些都分給發兵參戰的十五國國王。

### 功過之爭
甘延壽、陳湯於是上奏疏說：「臣等聽說天下的正道應當統一，從前有唐堯、虞舜，現在有強大的漢朝。匈奴呼韓邪單于已自稱為漢朝北方的藩屬國，只有郅支單于叛逆，沒有受到應有的懲罰，他逃跑至大夏以西，以為強大的漢朝不能使他臣服。郅支單于對百姓推行殘酷的政策，罪大惡極上通於天。臣甘延壽、臣陳湯統帥正義之師，代上天誅伐他，憑藉陛下的神靈，陰陽並應，天氣晴朗，攻破敵陣，戰勝敵人，斬下郅支單于以及各名王以下的首級。應該把他們的頭顱懸掛在槀街蠻夷的府邸之間，來昭示漢朝的聲威於萬里之外，以此表明膽敢冒犯我強大漢朝者，即使居處僻遠，雖遠必誅！」，他們的奏書下交給有關部門討論。丞相匡衡、御史大夫繁延寿認為：「郅支單于以及各名王的首級已經傳遍各國，蠻夷沒有不知道的。《月令》上說春天是『掩埋屍骨』的季節，應當不予懸掛示眾」，車騎將軍許嘉、右將軍王商則認為：「春秋時期夾谷會盟，優施譏笑鲁国君主，孔子誅殺了他，當時正值盛夏，頭和腳被從不同的門拖出去。單于等人的頭應該懸掛十天後再埋葬他們」，漢元帝下詔贊同將軍的建議正確。
起初，中书令石顯曾經想把姐姐嫁給甘延壽，而甘延壽沒有娶她。等到丞相、御史也憎恨他們假託皇帝詔命行事，都不讚許陳湯。而陳湯一向貪婪，所擄獲的財物運入塞內後大多私自取用，沒有按照軍法處理。司隸校尉移送文書給沿途的官府，逮捕甘延壽、陳湯手下的官兵並審訊他們。陳湯上奏書說：「臣與官兵共同誅殺郅支單于，幸而能抓拿、消滅他們，從萬里之外整頓軍隊凱旋，應該有使者在途中迎接與慰勞。如今司隸校尉反而逮捕審問官兵，這是在為郅支單于報仇啊！」，漢元帝立即釋放被捕的官兵，命令縣道準備好慰問的美酒和食品，來迎送這支軍隊，始之順利通過。回到京城後，評定功勞，石顯、匡衡認為：「甘延壽、陳湯假託皇帝詔命調動軍隊，出於僥倖而能夠不被誅罰，如果再賜封給他們爵位與食邑，那麼日後奉命出使的人就會都爭相想冒險，企圖獲得意外的成功，對蠻夷惹事生非，未國家招致災難，這樣的不良現象不能開頭」，漢元帝心中嘉許甘延壽、陳湯的功勞，又難以違背匡衡、石顯的建議，導致朝廷討論了很長時間也未能決斷。

### 赦罪封爵
前宗正刘向在此時上奏書道：
|  | 郅支單于囚禁殺害漢朝史者和官兵數以百計，此事暴露顯示於外國，毀損漢朝的威望，群臣都擔憂這件事，陛下發憤想要討伐他，心中不曾忘記，西域都護甘延壽、副校尉陳湯承順聖明的旨意，憑依神靈，統帥各外國君主，指揮各國軍隊，出生入死，進入極為僻遠之地，終於踏上康居國，毀滅五重城，拔掉歙侯的旗幟，砍下郅支單于的頭顱，於萬里之外懸掛起漢朝的旗幟，在崑崙山以西的地方宣揚漢朝國威，洗刷了谷吉被殺的恥辱，立下卓絕的功勳，所有的夷狄都畏懼屈服，沒有不震驚畏懼的。呼韓邪單于見到郅支單于已被誅滅，又高興又害怕，嚮往教化與正義，叩頭歸服，希望鎮守北藩，世代稱臣。 從前，周朝的大夫方叔、尹吉甫為周宣王誅殺獫狁，使百蠻歸服，歌頌他的《詩》說：「轟轟隆隆，戰車聲如雷霆，忠誠的方叔，征伐獫狁，威服蠻荊。」《易》說：「出征順利，斬了首惡，俘獲他的同夥。」稱揚讚美誅殺罪大惡極之人，那些不歸順的都來歸服了。如今甘延壽、陳湯的征伐所引起的震動，即便是《易》的斬殺首惡，《詩》的「雷霆之威」也比不上。評定大功時不要計較小過失，推舉大的美德時，不要挑剔小缺點。《司马法》說：「軍中的賞賜不能過了一個月之後才辦理。」就是想要百姓盡快得到做好事的利益，是迅速獎勵軍功，重用人才啊。 尹吉甫歸來後，周宣王重重地賞賜他，記載此事的《詩》說：「吉甫在宴會上多歡喜，接受了許多封賞後，從鎬地凱旋回來，行軍打仗已經很久了。」鎬地僅在千里之外還被認為遙遠，何況康居國是在萬里之外呢，他們極為辛勤勞苦，甘延壽、陳湯既未獲得封賞的報答，反而冤屈他們捨聲望死的功績，使他們長時間受到刀筆小吏的壓制，這並非獎勵功臣激勵戰士的方法。 從前，齐桓公先有尊重周王朝的功勞，後有滅掉項國的罪行，君子用功勞覆蓋罪過而替齊桓公隱諱這件事，最近的事例，貳師將軍李廣利損失五萬人的兵力，耗費億萬的錢財，經過四年的辛勞，而僅僅獲得駿馬三十匹，縱使斬掉大宛國王毋寡的腦袋，還是不足以抵償損耗，他個人還有很多的罪惡。孝武皇帝認為遠道萬里之外征伐，不記錄他的過失，就封賜兩個人為侯爵、提升三個人為卿、一百多人為秩二千石的官吏。 如今康居國比大宛強大，郅支單于的名聲勝於大宛王，郅支單于殺害使者的罪過比大宛扣留馬匹的罪過嚴重，而甘延壽、陳湯沒有調動漢朝的兵馬，沒有耗費一斗糧食，和貳師將軍相比，功德勝於他百倍。況且常惠統帥想要攻打匈奴的烏孫軍隊去進攻匈奴，郑吉迎接自願來歸降的日逐王先贤掸，還都被賜爵封邑。所以說甘延壽、陳湯二人，論威武功勞則比方叔、尹吉甫還大，論將功補過又優於齊桓公、貳師將軍，論近來立功之事，則比安遠侯鄭吉、長羅侯常惠的功勞高，然而大功未被表彰，小過多次被責難，臣私下深為痛惜！應及時解決他們的懸案，通籍宮中，准許出入，免罪不予追究，賜予較高的爵位，以此勉勵有功之士。 |

漢元帝於是下詔說：
|  | 匈奴郅支單于背叛禮義，扣留殺害漢朝使者、官兵，極為背逆事理，朕難道能忘了他嗎！之所以寬容而不去征討他，是因為大軍不能輕易出動，煩勞將帥，所以克制忍耐而沒有採取行動。如今甘延壽、陳湯發現時機適宜，便乘著有利的戰機，聯合西域各城邦國，擅自發動軍隊假託朝廷詔命征討郅支單于，仰賴天地宗廟神靈的佑助，討伐了郅支單于，斬下他的頭顱，以及閼氏、貴人、名王以下一千多人的首級。 儘管他們背離了正道，觸犯了法紀，但沒有煩勞國內一人服役，沒有取用府庫所藏的財物與兵甲，利用敵人的糧食來供給軍需，立戰功於萬里之外，聲威震懾百蠻，美名傳揚四海。為國家清除殘賊，滅熄戰爭的根源，邊境得以安寧。然而還免不了死亡的憂患，執法的官員要依法判定其罪狀，朕非常同情他們！茲下令赦免甘延壽、陳湯的罪行，不加追究處置。 |

又詔令公卿們討論封賞他們的事，討論的人都認為應當按照軍法中的「捕殺單于令」來封賞。匡衡、石顯反對說：「郅支本來是逃亡在外而喪失國家的人，在極僻遠的地方私自號稱單于，並非是真的單于。」漢元帝依據安遠侯鄭吉發兵攻打车师之功而封侯的先例，封給甘延壽、陳湯食邑千戶，匡衡、石顯再次反對，就封甘延壽為義成侯，賜給陳湯關內侯的爵位，食邑各三百戶，加賜黃金一百斤。將斬殺郅支單于之事祭告上帝、宗庙，大赦天下。任命甘延壽為长水校尉，陳湯為射聲校尉。

### 因故下獄
甘延壽日後擢升為城門校尉、護軍都尉，死於職任上。汉成帝剛剛登基，丞相匡衡再次上疏說：「陳湯以二千石官吏的奉命出使，在蠻夷中獨斷專行，不端正自身以做部下的表率，反而盜取所繳獲的康居財物，告訴部屬說僻遠之地的事情不會被追究，這些事求儘管發生在大赦之前，還是不應讓他做官。」陳湯因此被罷職。後來陳湯又上書說康居王送來的侍子並非他的親生兒子。經核查，確實是康居王的兒子。陳湯因而被捕入獄判處死罪。太中大夫谷永上疏為陳湯辯冤道：
|  | 臣聽說楚国有子玉得臣，晋文公因此憂慮而坐臥不安，赵国有廉颇、馬服君趙奢，強大的秦国於是不敢出兵攻打井陘，不久前，我們漢朝有郅都、魏尚，匈奴為此不敢向南進犯漢朝的邊塞。所以說，戰之能勝的將領，是國家的銳利爪牙，不可不重視啊。因為「君子聽到征戰的鼓聲，就思念能充當將帥的大臣。」臣看到關內侯陳湯，先前被派遣為副西域都護，憤恨郅支單于不遵王道，憂慮君王不能施行懲罰，反覆思索，憤懣鬱結於心中，義勇奮發，猝然發兵，迅疾出征，橫穿烏孫，遠集於都賴水邊，摧毀郅支城的三層城牆，斬下郅支單于的頭顱，報復了逃避十年之久的懲罰，洗刷了邊塞將士的舊恥，聲威震懾百蠻，勇武暢行西域，漢朝建立以來，到國外征討的將領，未曾有過。 如今陳湯因為所上奏的事情不真實，長期被監禁，經歷三個月還沒有判決，執法的官吏想要判他死刑。從前白起為秦國將領，南面攻下楚國郢都，北面坑殺赵括的四十萬大軍，卻只因細小的過錯，就被賜死於杜郵，秦國百姓哀憐他，沒有不落淚的。現在陳湯親自手執斧鉞，在萬里之外浴血奮戰，席捲西域，獻功宗廟，祭告上帝，將士們沒有不仰慕他的作為的。他因陳說一件事而犯罪，並沒有明顯的罪惡。《周書》上說：「牢記別人的功績，忘掉他人的過錯，這樣的人適合做君主。」犬、馬對人有功勞，死後還要給以帷幕遮蓋掩埋的報答，更何況國家的有功之臣呢！臣擔心陛下疏忽了戰鼓的聲音，不能體察《周書》的含義，而忘卻報答有功之臣，以庸臣之禮對待陳湯，最終聽從官吏的議決，使百姓耿耿於懷像秦國百姓一樣的遺憾，這不是用來激勵將士為國犧牲的辦法啊。 |

奏書呈上去後，漢成帝就釋放了陳湯，剝奪他的爵位，成為普通士卒。

### 明曉軍情

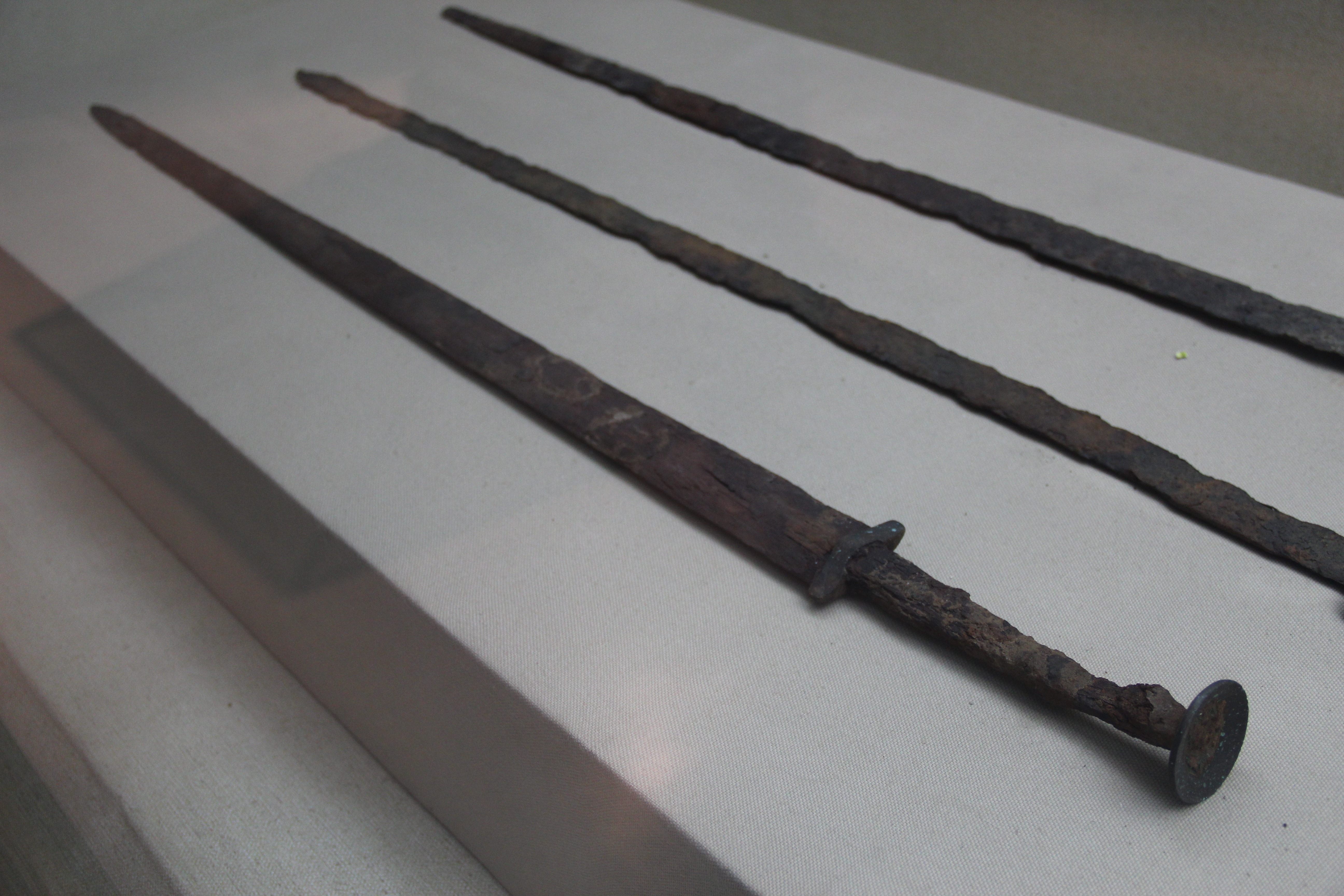
陳湯主張胡人士兵使用的武器粗劣，不須擔心被包圍的段会宗，經過數日圍困必定解除，圖為漢代鐵劍

數年後，西域都護段会宗被烏孫的軍隊所圍困，通過驛騎飛速上奏文書，希望准許調動西域城郭諸國以及敦煌郡的軍隊救援自己。丞相王商、大將軍王凤及百官為此商議數日仍沒有結果。王鳳說：「陳湯謀略多，且熟悉外國事務，可以問一問。」漢成帝遂在宣室召見陳湯，由於陳湯在攻打郅支單于時得了風濕病，兩隻手臂不能屈伸，因此在其入宮進見時，漢成帝下令叫他不用叩拜，並把段會宗的奏書拿給他觀看。
陳湯推辭並謝罪說：「將相九卿都是通曉明達的賢才，小臣我僅是個殘廢之人，不配謀劃大事。」漢成帝說：「國家有危急大事，你就不要謙讓了。」陳湯答道：「臣認為這肯定沒有什麼可擔憂的。」漢成帝問：「為什麼這樣說呢？」陳湯回道：「五個胡人士兵的戰力才能頂得上一個漢朝士兵，為什麼呢？因為他們的兵器鋒刃粗鈍，弓弩不好使用。如今聽說他們掌握了不少漢朝兵器的製作技術，但仍要三個士兵才頂得過一個漢朝士兵。另外兵法上也說：『遠道而來的軍隊一定要是當地軍隊的兩倍，然後才能匹敵』，現在圍困段會宗的烏孫軍隊人數不足以戰勝他，請陛下不用擔憂！況且軍隊輕裝每天可行進五十里，重裝每天僅能行進三十里，如今段會宗想調動西域城郭諸國以及敦煌郡的軍隊去援救，要經歷一段時間才能到達，這是所謂報仇的軍隊，而不是救急用的軍隊」。
漢成帝說：「那怎麼辦？圍困一定會解除嗎？估計什麼時候解圍？」陳湯知道烏孫軍隊是如同碎瓦般聚集起的烏合之眾，不能持久進攻，按先例推算不會超過數日，因此回答道：「已經解圍了！」屈指計算一下日子，說：「不超過五天，應當有好消息傳來。」過了四天，軍書送達，說圍困已解除，一如陳湯所料。大將軍王鳳於是上奏請求任命陳湯為從事中郎，幕府的文書全都由陳湯裁決。陳湯熟悉法令，善於根據文書的具體情況來處理，他的處理意見大多被聽從。然而陳湯經常接受他人的金錢來替人上奏章，最終因此把自己毀掉了。

### 營建昌陵
起初，陳湯和将作大匠解萬年相友好。從漢元帝時候開始，渭陵便不再遷徙百姓來興建城邑。漢成帝建造初陵，數年後，又喜歡上霸陵曲亭以南的地方，於是更改地方營建。解萬年和陳湯討論，認為：「武帝時期，工匠楊光因為所建造的工程多次令武帝滿意，便做到將作大匠一職，還有大司農中丞耿寿昌因建造杜陵，而被賜予關內侯的爵位，將作大匠乘馬延年因為勞苦被提拔為秩中二千石的官員，如今建造初陵，並營建城邑，如果大功告成，我解萬年也會蒙受重賞。子公你的妻子家在長安，兒子也生長在長安，不喜歡東方老家，應該請求遷居，可以受賜田土住宅，對我們兩人都有好處」。

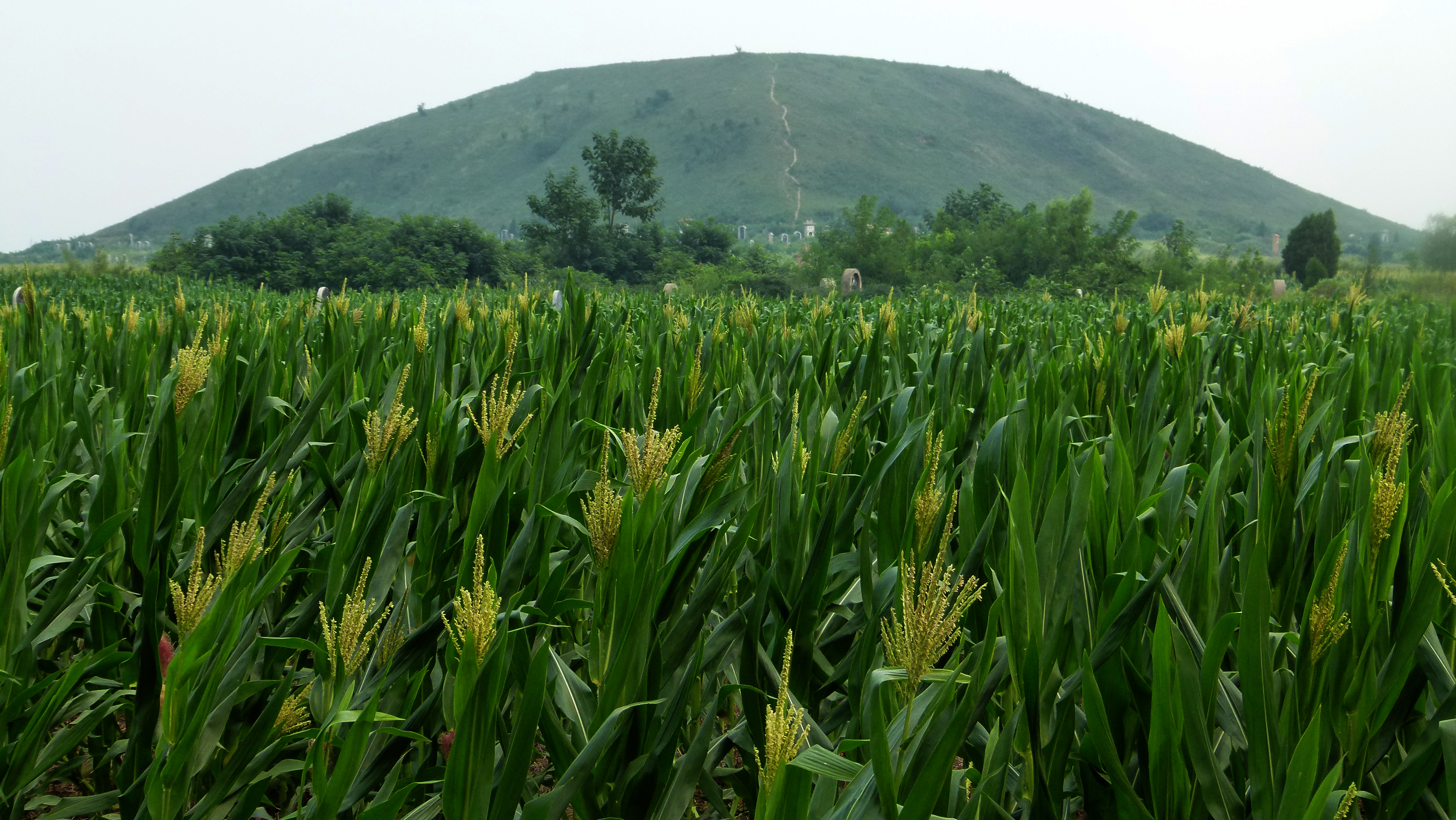
汉成帝駕崩後被安葬於延陵內

陳湯心裡認為這是好事，就上封事說：「初陵位在京師地區，最為肥美，可以設立一個縣。天下百姓不往各先帝陵寢遷徒已有三十多年了，關東的富裕人家越來越多，大多佔有民田，役使貧苦的百姓，可以遷他們到初陵，用來加強京城，削弱諸侯，又使中等人家以下的都能夠貧富均勻。臣陳湯願意和妻家屬遷往初陵，做天下人的表率。」漢成帝於是聽從他的建議，果然修築起昌陵邑，然後再遷徙內地郡縣的百姓。解萬年自己保證三年能夠建成，後來最終沒有完成，群臣大多說這件事不妥適。
漢成帝就把此事交給有關官員討論，都說：「昌陵在低地上修築成高陵，積土成山，估計便房還在平地上。從別處運來的泥土保護不住地下的神靈，外面土層很薄，不堅固，參加修築的士兵、刑徒和傭工數以萬計，甚至點燃油脂火徹夜勞作，從東山取來的泥土，幾乎與穀物等價。修建了數年，天下人都受到勞累，國家疲困，倉庫積蓄的財物都用光了，下至普通百姓，都被折磨的嗷嗷叫苦。舊陵憑依天然地勢，建在本地原來的泥土上，地勢高而且寬闊，旁邊靠近先祖陵墓，前頭已經有十年的修築基礎，應該恢復舊陵，不要遷徙百姓。」漢成帝遂下詔停止營建昌陵。

### 流放敦煌
昌陵停建後，丞相、御史大夫請求廢除昌陵邑中的住宅，奏章還沒有批下來，有人就問陳湯：「住宅還沒有拆毀，莫不是會再次徵調百姓遷徒吧？」陳湯說：「皇上只是暫且聽從群臣的話，還是會再次徵調百姓的。」當時成都侯王商剛剛擔任大司马卫将军輔政，他平素就不喜歡陳湯。因此當王商聽到陳湯說的這些話後，就向漢成帝報告說陳湯蠱惑群眾，把他關進監獄審理，核實他所犯的各種罪狀。

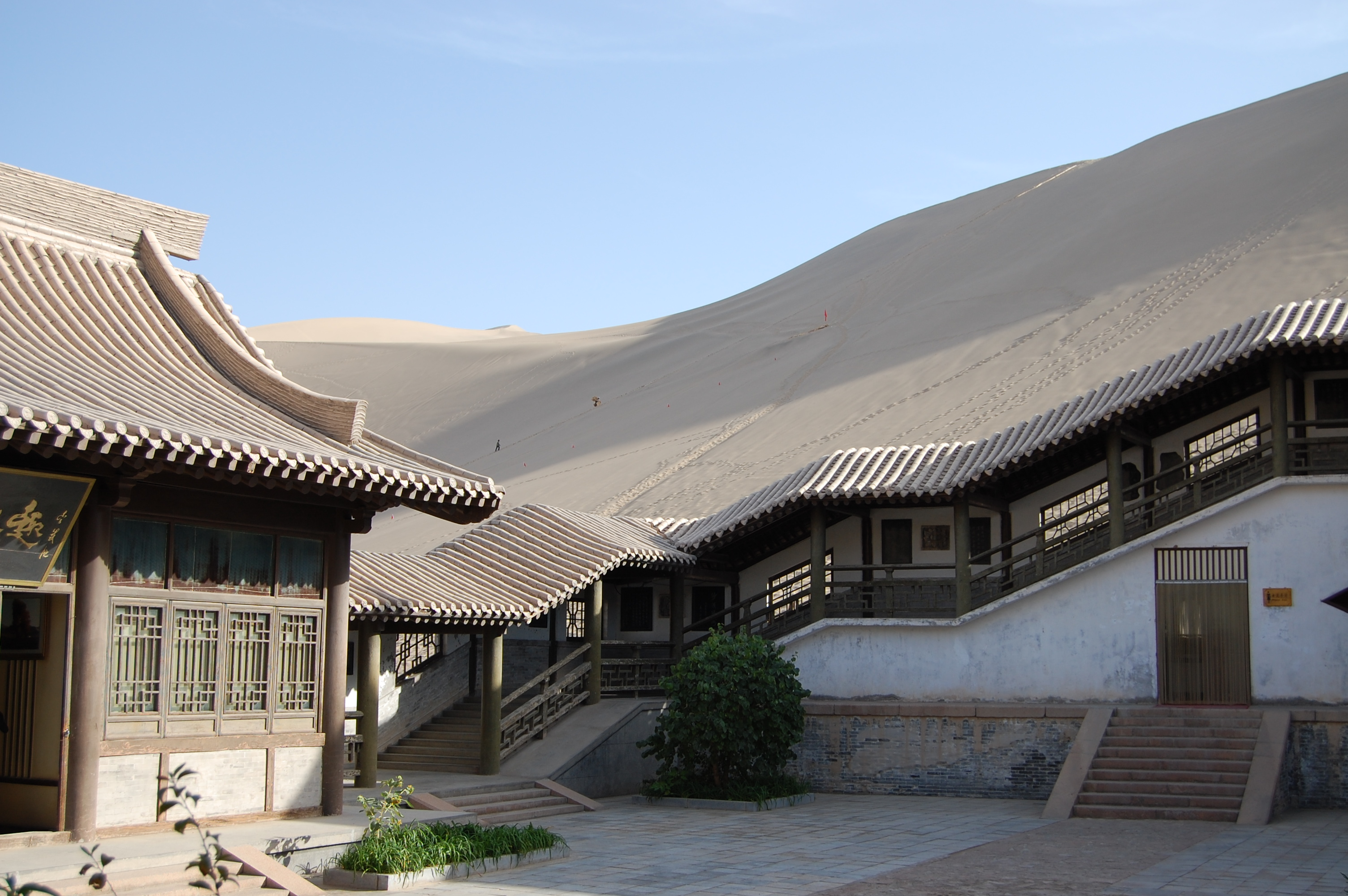
陳湯獲罪遭流放至敦煌郡，圖為今日敦煌市月牙泉一帶

陳湯此前曾替騎都尉王莽上書說：「父親早死，單獨沒有受封，母親明君供養皇太后王政君，尤其勞苦，應該封爵。」王莽於是被封為新都侯。後來皇太后的同母弟苟參任水衡都尉，死後，他的兒子苟伋做了侍中，苟參的妻子想為苟伋請求封爵，陳湯接受了她給的黃金五十斤，答應為其尋找先例上書奏請。弘农郡太守張匡因貪贓百萬以上而犯罪，詭猾不守王法，被下詔就地審問，張匡擔心被關進監獄，派人告知陳湯，並答應酬謝其二百萬錢，陳湯於是為他的罪狀辯護，使張匡得以拖過冬季，都是這一類的事情，這些事都發生在大赦以前。後來東萊郡有黑龍在冬季出現，有人問陳湯這件事，陳湯說：「這是所謂的玄門開啟，皇上多次微服出行，出入不分時節，所以黑龍也就在不適當的時節出現了。」除此之外，陳湯又說會再次發動百姓遷徒至帝陵，相互傳語的有十多人。
丞相、御史大夫上奏道：「陳湯蠱惑群眾，大逆不道，把怪異的事情胡亂歸到皇帝身上，這不是他所應當說的，犯了大不敬之罪。」廷尉趙增壽提交審理意見，認為：「不道罪在法令中沒有明確規定，要根據所犯的罪行輕重來定罪，臣下援用失去適度標準，所以把案子移交給廷尉審理，沒有先例援以為據的，則先報告皇上，這樣做是為了端正懲罰，重視人命。皇上您聖明，哀憐百姓，下達詔書廢除昌陵邑，不要遷徙官民，已經申明公布。陳湯胡亂猜測，說會再發動百姓遷徒，儘管驚動很大，但所傳布的範圍很小傳，百姓沒有因此騷動，不能說是蠱惑民眾。陳湯說假話，虛造不存在之事，不是他所應該說的，是大不敬」。
漢成帝批覆說：「廷尉趙增壽所的判決正確。考慮陳湯從前有討伐郅支單于的功勞，赦免陳湯降為平民，流放到邊地。」又說：「前將作大匠解萬年諂媚不忠，奸巧胡為，向百姓增收賦稅，增加徭役，工程興建倉猝，使士卒、刑徒遭受苦罪，死亡的人接連不斷，危害百姓，全國怨聲載道，儘管蒙受赦免，但也不應居住在京城。」於是陳湯與解萬年一同被發配到敦煌郡。

### 歸返長安
過了很久，敦煌太守上奏說：「陳湯以前親自誅殺了郢支單于，聲威流傳外國，不適宜讓他靠近邊塞。」詔令把他遷往安定郡。議郎耿育上書陳奏國家應辦的事情，順便為陳湯嗚冤申辯道：
|  | 甘延壽、陳湯為大漢發揚鉤深致遠的國威，洗雪國家多年的恥辱，討伐僻遠地域桀傲不馴的君主，捕獲萬里之外難以制服的敵人，難道有誰比得嗎？先帝讚賞他，頻頻頒下聖明的詔令，表彰他的功勞，更改年号，傳世無窮。上天感應此事，南郡進獻白虎，邊陲沒有警備。正碰上先帝病危，還是關懷不忘，多次派尚書責問丞相，催促評定他們的功勳。惟獨丞相匡衡抵制不給封賞，只封賜甘延壽、陳湯食邑幾百戶，這是功臣、戰士失望的原因。 孝成皇帝繼承繼承祖宗建立的基業，憑藉先前征戰討伐的聲威，刀兵不動，國家安然無事，但大臣不公正，毀謗讒佞的人在朝廷做官，毫不深思各種大大小小的危難，以防備尚未發生的事變，只想專斷君主的威權，排擠妒嫉有功之人，使陳湯孤立，遭受冤屈，不能自己辯明，最終以無罪之身，在年老之時被拋棄到敦煌，敦煌正處在通往西域的道路上，讓威名震懾敵人的衝鋒陷陣之臣轉瞬間災禍及身，又被郅支單于的殘存餘黨所恥笑，實在是可悲啊！ 直到今天，奉命出使到外國蠻夷地區的人，沒有不講述郅支單于的被誅殺的事，以此來宣揚漢朝國威的強盛。稱引人家的功勞來使敵人懼怕，卻拋棄人家的身軀而讓奸人痛快，這難道不令人痛心嗎？況且安寧時不應忘掉危險，興盛時一定要想到衰敗，如今國家一向沒有文帝時期那樣多年節儉積蓄下來的富饒財物，又沒有武帝時期那樣經推薦延納重用的傑出將領，只有一個陳湯罷了！ 假使陳湯身處別的時代而趕不上陛下的時代，尚且希望陛下追記他的功勞，為其修墓樹碑，以激勵後世之人。陳湯幸而能夠生活在當今聖明之世，立功還沒有多久，反而聽信奸邪之臣打擊排擠，流放到遠方，死無葬身之地。有遠見的人士，沒有誰不估量，認為陳湯的功勳幾代人也比不上，而陳湯的過失，卻是一般人都可能有的，陳湯的結局尚且如此，其他人即使再為國家斷絕筋骨，遭受風霜雪雨之苦，還是會遭受讒佞之人的陷害，被嫉妒的奸臣治罪入獄。這是臣為國家擔憂的原因。 |

奏書呈上後，天子讓陳湯回到京城，後死於长安。

### 身後哀榮
陳湯死後數年，王莽為安漢公，執掌朝政。內心既感激陳湯從前幫助他的恩德，又想要諂媚皇太后王政君，就根據討伐郅支單于的功勞，尊稱漢元帝庙号為高宗。認為陳湯、甘延壽以前所立的功勞極大，而封賞太薄，還有候丞杜勳沒有得到封賞，便增封甘延壽的孫子甘遷食邑一千六百戶，追諡為陳湯為破胡壯侯，封陳湯的兒子陳馮為破胡侯，杜勳為討狄侯。

## 評價
- 班固：陳湯儻䓪，不自收斂，卒用困窮，議者閔之[1]。
- 蔡東藩：郅支單于，殺辱漢使，理應聲罪致討，上伸國威。元帝不使甘延壽陳湯，進討郅支，其庸弱已可見一斑。湯為副校尉，名位不逮甘延壽，獨能奮威雪恥，襲斬郅支，雖曰矯制，功莫大焉。況律以《春秋》之義，更覺無罪可言。匡衡號為經儒，乃甘媚權閹，妒功忌能，讀聖賢書，顧如是乎[3]？
- 胡寅：延壽、陳湯、奉世矯制以成功一也，萧望之、匡衡以為不可封者，《春秋》譏遂事之法也，劉向以為可封，是未免以功利言耳。如荀悦之論，功則有大小矣，矯有大小乎哉？如甘、陳之材氣，別加任使而厚報之未晚也[4]。
- 張燧：陳湯之功，千古無兩，而議者以矯制罪之。不知所惡夫賞矯制而開後患者，謂其功可以相踵而比肩者也。陰山之北，凡幾單于，自漢擊匈奴以來，得單于者幾人？終漢之世，獨一陳湯得單于耳，其不可常徼倖而立功者如此。誠使裂地而封湯，且著之令日：「有能矯制斬單于如陳湯者，無罪而封侯。」吾意漢雖欲再賞一人焉，更數十年未有繼也。如此則上足以尊明陳湯之有功，顯褒而不疑，而下不畏未來生事要功之論，計之善者也。唯其為説不明，故阻功之徒，乘間而竊議，其後英雄志士所以息機於世變之會也[5]。
- 王夫之：陳湯幸郅支之捷，傅介子徼楼兰之功，漢廷議者欲絀而勿錄，可矣，介子、湯無所受命，私行以徼倖，既已遂其所圖，而又獎之，則妄徼生事之風長，而邊釁日開。若第五倫之欲棄耿恭也，則無謂矣[6]。
- 鐘惺：陳湯之擊斬郅支，較之傅介子誅樓蘭，事勢更難，名義更正，謀慮更遠。蓋郅支與樓蘭同為殺漢使，而湯之意，尤重在郅支負漢之後，與康居為一，後為邊患難制，特以殺漢使為名，及今除之，多此一片苦心在內……其進討郅支，用兵機宜，有節次，有紀律，謀而後戰，必勝而後發，非掩襲僥幸、捷取於一擊以為奇者。斬單于首，得漢使節二，及谷吉等所齎帛書，千古快事。然在介子則為功、在湯則為罪者，介子之往，霍光白遣之，而湯以便宜行事，故妒功者得以矯制之罪罪之。法吏、腐儒、奸臣，合黨同心，羅織惟恐不密，機阱惟恐不深，灰英雄之心，不顧國家利害。匡衡經術宰相，甘心為石顯出力排擠，不至於下獄論死不已……湯之功罪，甚著一時，君相封賞之，何其明白正大。而「壯侯」之諡，留為王莽行其私，辱孰大焉[7]！

## 延伸閱讀
[在维基数据编辑]
 《漢書·卷070》，出自班固《漢書》